# 21389 Pshenichka
A 21389 Pshenichka (ideiglenes jelöléssel 1998 FX27) a Naprendszer kisbolygóövében található aszteroida. A LINEAR projekt keretében fedezték fel 1998. március 20-án.